# Thomas Kies
Thomas Kies (* 16. Oktober 1975 in Karlsruhe) ist ein ehemaliger deutscher Fußballspieler.

## Sportliche Laufbahn
Er entstammt dem Nachwuchs der SpVgg Durlach-Aue, wechselte von dort in die Jugend des Karlsruher SC (bis 1994). Danach folgten Stationen beim VfB Stuttgart (1994–2000), dem SVW Mannheim (2000/01), dem SSV Reutlingen 05 (2001–2003), und wiederum Karlsruher SC (2003–2007), mit dem er den Aufstieg in die Bundesliga erreichen konnte. Zur Saison 2007/08 erhielt Kies beim KSC keinen neuen Vertrag und war danach neun Jahre (bis Ende der Saison 2015/16) Spielertrainer bei seinem Heimatverein SpVgg Durlach-Aue in der Kreis- und Verbandsliga.

## Erfolge
- Aufstieg in die 1. Fußball-Bundesliga mit dem Karlsruher SC (2007)